# Colloqui di Ratisbona

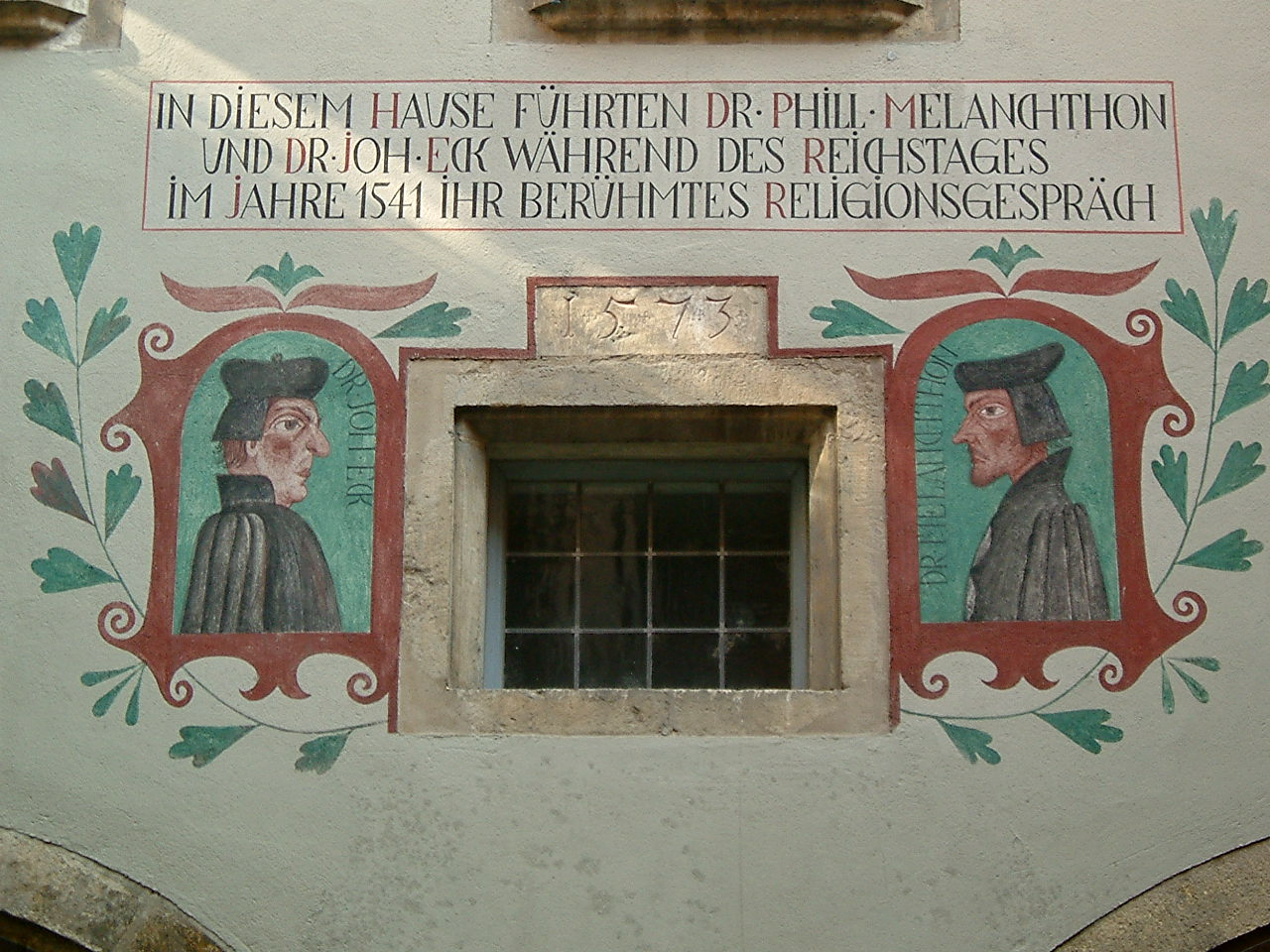
Affresco in memoria del colloquio del 1541 sul sito dello stesso in Ratisbona.

I colloqui di Ratisbona sono gli storici colloqui tra cattolici e protestanti che si sono svolti nel 1541 e nel 1546 nella città bavarese di Ratisbona. Dei due il più importante è il primo, affidato al legato papale Gasparo Contarini (1483-1542), il quale cercò di evitare la definitiva frattura tra il mondo cattolico e quello protestante.

## Tematiche
Inizialmente in materia di giustificazione, si poté pervenire ad un importante compromesso dottrinale soddisfacente per i teologi protestanti e per il legato papale, mentre di diversa natura fu la discussione sui sacramenti, in particolare su quello della Cena (già di per sé oggetto di divisione tra i Riformati), nonché sul carattere apostolico della Chiesa di Roma e del suo ordine gerarchico. Il tentativo di mediazione fallì proprio sopra l'argomento della transustanziazione dell'eucaristia, definito dogma dal Concilio Lateranense IV del 1215 e sul quale il cardinal Contarini decise di non transigere. Pertanto, malgrado i contorni speculativi della questione, egli rifiutò la formula di compromesso prodotta in seno al colloquio per evitare il rischio da lui paventato di una concordia palliata, vale a dire la finzione di un consenso verbale a copertura di un dissidio di fondo in materia dogmatica e pastorale, circa i fondamenti della sacramentaria ed i modi di amministrare l'eucaristia ed attingere alla grazia connessa alla presenza reale del Cristo. Nella misura in cui la dottrina sulla transustanziazione era stata fissata da un precedente concilio, al dissidio prettamente teologico se ne aggiungeva uno di carattere ecclesiologico. Sicché strategicamente era parso vantaggioso arrivare alla rottura sull'eucaristia piuttosto che sul primato petrino.
Dopo i colloqui religiosi (Religionsgespräche) di Augusta (Augsburg) (1530), Hagenau (1540) e Worms (1540/41), e malgrado le non timide speranze riposte in quest'ennesimo tentativo di concordia, il fallimento del colloquio di Ratisbona fu considerato come una sconfitta, da parte imperiale soprattutto. Nel contempo, esso realizzò un chiarimento definitivo che in quanto tale soddisfaceva le esigenze dottrinali tanto di Lutero (1483-1546) quanto di Paolo III (1468-1549), il quale ultimo si avviava a confermare l'attesa convocazione del Concilio di Trento, sospesa dal 1539.

## Origine e svolgimento del colloquio del 1541
Riunito su iniziativa dell'imperatore Carlo V (1500-1558) dal 27 aprile al 22 maggio, il colloquio del 1541 si tiene in concomitanza con la dieta imperiale (5 aprile-29 luglio). Vi partecipano in qualità di collocutori sei eminenti teologi, tre di parte cattolica: Johann Eck (1486-1543), Johann Gropper (1503-1559), Julius von Pflug (1499-1564) e tre di parte protestante: Martin Bucer (1491-1551), Philipp Melanchthon (1497-1560), Johannes Pistorius il Vecchio (ca 1504-1583), posti sotto la duplice presidenza del conte palatino Federico di Baviera (1482-1556) e del cancelliere imperiale Granvilla (1484-1550).
Tutti i membri sono formalmente di nomina imperiale, così come i sei testimoni laici e religiosi ammessi ad assistere ai dibattiti. Questi sono organizzati intorno ai 23 capitoli del cosiddetto Libro, ovvero interim di Ratisbona, composto da J. Gropper et M. Bucer e convalidato in ultima lettura dal legato papale, prima di essere presentato dall'imperatore ad apertura dei lavori. Coadiuvato dal nunzio apostolico Giovanni Morone, vescovo di Modena (1509-1580), dal Maestro del Sacro Palazzo Tommaso Badia (1483-1547), nonché dal segretario cesareo Gerhard Veltwick (1505-1555) e dal teologo Johann Cochlaeus (1479-1552), il cardinal Contarini non prende direttamente parte al colloquio, ma interviene sull'agenda e sulle delibere per interposta persona essendo regolarmente informato dell'andatura del dibattito dai protagonisti di parte cattolica, che egli riceveva quotidianamente prima e dopo la conclusione dei lavori. La parte protestante concordava le proprie posizioni avvalendosi dei consigli dei rappresentanti della Lega di Smalcalda e di altri teologi tra i quali Giovanni Calvino (Jean Calvin: 1509-1564).

### Fonti primarie

#### Atti
- Acta Reformationis Catholicae Ecclesiam Germaniae concernentia saeculi XVI, vol. VI. Regensburg, a cura di Georg PFEILSCHIFTER. Regensburg, Pustet, 1974, pp. 21–88 (edizione moderna del Libro di Ratisbona nel suo stato finale).
- Das Regensburger Religionsgespräch 1541. Akten der deutschen Reichsreligionsgespräche im 16. Jahrhundert, vol. III, T.1, a cura di Klaus GANZER e Karl-Heinz zur MUHLEN. Göttingen, Vandenhoeck & Ruprecht, 2007. ISBN 9783525366028. (primo volume della raccolta completa dei documenti attinenti al colloquio curata dall'Accademia di scienze e lettere di Magonza)
- Conciliorum Oecumenicorum Decreta, a cura di Giuseppe ALBERIGO et alii. Bologna, Edizioni Dehoniane, 1991 (edizione bilingue).
- Concilium Tridentinum : diarorum, actorum, epistularum, tractatuum nova collectio, T. IV: concilii tridentini actorum pars prima. Monumenta concilium praecedentia. Trium priorum sessionum acta, a cura di Stephan EHSES, Freiburg i.B., Herder, 1904.
- Concilium Tridentinum : diarorum, actorum, epistularum, tractatuum nova collectio, T. XII: concilii tridentini tractatuum pars prior. Complectens tractatus a Leonis X temporibus usque ad translationem concilii conscriptos, a cura di Vinzenz SCHWEITZER, Freiburg i.B., Herder, 1930.
- Martin Bucers Deutsche Schriften. Band 9,1: Religionsgespräche (1539-1541), a cura di Cornelis AUGUSTIJN. Gütersloh, Gütersloher Verlagshaus, 1995. ISBN 3579043862. (edizione moderna del Libro di Ratisbona nel suo stato iniziale).
- Jean Calvin, Les actes de la journée impériale, tenue en la cité de Reguespourg, aultrement dicte Ratispone, l'an mil cinq cens quarante et un, sur les differens qui sont aujourdhuy en la religion. Genève, Jean Gérard, 1541.

#### Corrispondenze diplomatiche ed epistolari privati
- Corpus reformatorum, Vol. 4: Philippi Melanthonis opera quae supersunt omnia, Epistolarum libri VIII-IX (1541-1542), a cura di Karl Gottlieb BRETSCHNEIDER. Halis Saxonum, C.A. Schwetschke, 1837.
- Nuntiaturberichte aus Deutschland 1533-1559. T. VII: Berichte von Regensburger und Speierer Reichstag 1541,1542. Nuntiaturen Varallos und Poggios. Sendungen Farneses und Sfrondatos 1541-1544, a cura di Ludwig CARDAUNS. Frankfurt, Minerva, 1968 (1912).
- Theodor BRIEGER. Nachwort zu den von V. Schultze mitgeteilten Depeschen Contarini's, Zeitschrift für Kirchengeschichte, 3, 1879, pp. 308–312
- ID. Zur Correspondenz Contarini's während seiner deutschen Legation. Mitteilungen aus Beccadelli's Monumenti. Zeitschrift für Kirchengeschichte, 3, 1879, pp. 492–524.
- ID. Aus italienischen Archiven und Bibliotheken. Beiträge zur Reformationsgeschichte. Zeitschrift für Kirchengeschichte, 5, 1882, pp. 574–622.
- Franz DITTRICH. Die Nuntiaturberichte Giovanni Morone's von Reichstage zu Regensburg 1541. Historisches Jahrbuch der Görresgesellschaft, 4, 1883, pp. 395–402; 618-697.
- ID. Nachträge zur Biographie Gasparo Contarinis. Historisches Jahrbuch der Görresgesellschaft, 8, 1887, pp. 271–283.
- Ludwig von PASTOR. Die Correspondenz des Cardinals Contarini während seiner deutschen Legation (1541). Historisches Jahrbuch der Görresgesellschaft, 1, 1880, pp. 321–392; 473-501
- Victor SCHULTZE. Dreizehn Depeschen Contarini's aus Regensburg an den Cardinal Farnese (1541), Zeitschrift für Kirchengeschichte, 3, 1879, pp. 150–184.
- ID. Fünfzehn Depeschen Contarini's aus Regensburg von 10 März bis 28 Juni 1541, Zeitschrift für Kirchengeschichte, 3, 1879, pp. 609–653.

#### Cronache
- Leonhart WIDMANN. Chronik von Regensburg (1511-43;1552-55), in: Die Chroniken der baierischen Städte. Regensburg-Landshut-Mühldorf-München, Leipzig, Verlag von S. Hirzel, 1878. Ristampa moderna sotto il titolo de: Die Chroniken der deutschen Städte vom 14. bis 16. Jahrhundert / hrsg. durch die Historische Kommission bei der Bayerischen Akademie der Wissenschaften, Vol. XV: Die Chroniken der baierischen Städte. Regensburg- Landshut-Mühldorf-München, Göttingen, Vandenhoeck & Ruprecht, 1967.

### Fonti secondarie
- Gaspare Contarini e il suo tempo. Atti del convegno di Venezia, 1-3 marzo 1985, a cura di Francesca CAVAZZANA ROMANELLI. Venezia, Ed. Studium Cattolico Veneziano, 1988.
- Cornelis AUGUSTIJN. The Quest of "Reformatio": The Diet of Regensburg 1541 as a "Turning-Point", Archiv für Reformationsgeschichte (Sonderband: Die Reformation in Deutschland und Europa: Interpretationen und Debaten), 1993, pp. 64–80
- Hans-Martin BARTH et alii. Das Regensburger Religionsgespräch im Jahr 1541. Rückblick und Aktuelle Ökumenische Perspektiven. Regensburg, Pustet, 1992. ISBN 3-7917-1318-3.
- Karl Brandi, Carlo V. Torino, Einaudi, 2001 (1937). ISBN 88-06-15725-6.
- Michele CASSESE. Augusta 1530: il dibattito Luterano-Cattolico. La Confessione Augustana e la Confutazione Pontificia. Milano, Libera Facoltà Biblica Internazionale, 1981.
- Jens-Dietmar COLDITZ. Die Regensburger Religionsgespräche - Ein vorprogrammiertes Scheitern, in: 1542-1992, 450 Jahre Evangelische Kirche in Regensburg. eine Austellung des Museen des Stadt Regensburg in Zusammenarbeit mit der Evangelisch-Lutherischen Kirche in Regensburg (15.10.1992-19.01.1993), Studio-Druck Regensburg, 1993, pp. 71–78.
- Hastings EELLS. The Origin of the Regensburg Book, Princeton Theological Review, 26,3, 1928, pp. 363–366.
- ID. The Failure of Church Unification Efforts during the German Reformation. (In memoriam Martini Buceri + 27. Februar 1551), Archiv für Reformationsgeschichte, 42, 1951, pp. 160–174.
- Pierre FRAENKEL. Les Protestants et le problème de la transubstantiation au Colloque de Ratisbonne: documents et arguments du 5 au 10 mai 1541, Oecumenica, 3, 1968, pp. 70–115.
- ID. Utraquism or Co-Existence: Some Notes on the Earliest Negotiations Before the Pacification of Nuernberg, 1531-32, Studia Theologica, 18, 1964, pp. 119–158.
- Elisabeth Gregorich GLEASON. Gasparo Contarini: Venice, Rome, and Reform. Berkeley, University of California Press, 1993. ISBN 0-520-08057-2.
- André Gounelle, La cène. Sacrement de la division, Paris, Les bergers et les mages, 1996. ISBN 2-85304-124-7.
- Erwin Iserloh, Josef Glazik, Hubert Jedin, Riforma e controriforma. Crisi - Consolidamento - Diffusione missionaria (XVI-XVII sec.). Storia della Chiesa, vol. VI, Milano, Jaca Book, 1975.
- Hubert Jedin, Storia del concilio di Trento. Vol. I: la Lotta per il concilio, Brescia, Morcelliana, 1973. ISBN 88-372-0672-0.
- George Dunbar Kilpatrick, The Eucharist in Bible and Liturgy.(The Moorhouse Lectures 1975), Cambridge, Cambridge University Press, 1983. ISBN 0-521-24675-X.
- Anthony N.S. Lane, Cardinal Contarini and Article 5 of the Regensburg Colloquy (1541), in: Grenzgänge der Theologie. Professor Alexandre Ganoczy zum 75. Geburtstag, a cura di Otmar MEUFFELS, Jürgen BRÜNDL. Münster, LIT Verlag, 2004, pp. 163–190. ISBN 3-8258-7148-7.
- Heinz Mackensen, The diplomatic role of Gasparo Cardinal Contarini at the Colloquy of Ratisbon, Church History, 27, 1958, pp. 312–337.
- ID. Contarini's Theological Role at Ratisbon in 1541, Archiv für Reformationsgeschichte, 51, 1960, pp. 36–57.
- Heiko A. Oberman, Via Antiqua e Via moderna: preambolo tardo medievale alle origini teoriche della Riforma, in: Sopra la volta del mondo. Onnipotenza e potenza assoluta di Dio tra Medioevo e Età moderna, a cura di Angela Vettese. Bergamo, P. Lubrina, 1986, pp. 57–77. ISBN 88-7766-007-4.
- Ludwig von Pastor, Die kirchlichen Reunionsbestrebungen während des Regierung Karls V, aus den Quellen dargestellet. Freiburg i. B., Herder, 1879.
- ID. Storia dei papi dalla fine del Medio Evo. Volume V: Paolo III (1534-1549). Roma, Desclée, 1924 (1909).
- Bernard M.G. Reardon, Il pensiero religioso della Riforma. Roma-Bari, Laterza, 1984. ISBN 88-420-2373-6.
- William Royall Tyler, The Emperor Charles the Fifth. London, George Allen and Unwin, 1956.
- Gerhard Ritter, La formazione dell'Europa moderna. Bari, Laterza, 1964 (1950).
- Henry Strohl, La pensée de la Réforme, Neuchâtel-Paris, Delachaux et Niestlé, 1951.